# Legends of Tomorrow
Legends of Tomorrow er en amerikansk fjernsynserie udviklet af Greg Berlanti, Marc Guggenheim, Andrew Kreisberg og Phil Klemmer. Serien, baseret på tegneseriefigurer fra DC Comics, sendes på The CW og havde premiere 21. januar 2016. Den er en spin-off af Arrow og The Flash, med handling fra samme "univers".

## Medvirkende
- Victor Garber som Martin Stein / Firestorm
- Brandon Routh som Ray Palmer / Atom
- Arthur Darvill som Rip Hunter
- Caity Lotz som Sara Lance / White Canary
- Franz Drameh som Jefferson "Jax" Jackson / Firestorm
- Ciara Renée som Kendra Saunders / Hawkgirl
- Falk Hentschel som Carter Hall / Hawkman
- Amy Pemberton som Gideons stemme
- Dominic Purcell som Mick Rory / Heat Wave
- Wentworth Miller som Leonard Snart / Captain Cold
- Matt Letscher som Eobard Thawne / Reverse Flash
- Maisie Richardson-Sellers som Amaya Jiwe / Vixen
- Nick Zano som Nathaniel Heywood / Steel
- Tala Ashe som Zari Adrianna Tomaz
- Keiynan Lonsdale som Wally West / Kid Flash
- Casper Crump som Vandal Savage[4]